# Palacio Gravina
El Palacio Gravina o Palacio del Conde de Lumiares es un edificio histórico de la ciudad de Alicante. Actualmente es la sede del Museo de Bellas Artes Gravina.

## Historia
Se construyó en el siglo XVIII como residencia para Antonio Valcárcel Pío de Saboya, Conde de Lumiares (1748-1808). A encontrarse ubicado en la calle Gravina, en la ciudad vieja alicantina, también recibe esta denominación. En abril de 1770, el palacio original se amplió con la compra de dos casas contiguas.
Es de planta rectangular, con tres entradas en la fachada principal, de entre las cuales destaca la del centro por la su ornamentación. Consta de tres alturas: la planta baja es diáfana, con arcos de medio punto en las portadas, así como ventanas cuadrangulares. Por otro lado, en la planta noble cabe destacar las ventanas y los balcones que asoman a la calle.